# Institut d'Études Politiques
De naam Institut d'Études Politiques (IEP, Instituut voor Politieke Studies), verwijst naar tien instellingen voor hoger wetenschappelijk onderwijs in Frankrijk, gespecialiseerd in in sociale en politieke wetenschappen en die gefinancierd en gecontroleerd worden door de Franse staat. Deze onderwijsinstellingen zijn gevestigd in Aix-en-Provence, Bordeaux, Grenoble, Lille, Lyon, Parijs, Rennes, Straatsburg en Toulouse, en sinds 2014 Saint-Germain-en-Laye. Alle studenten aan de IEP's hebben een praktisch en breed georiënteerd vakkenpakket, met aandacht voor diverse aspecten van de sociale wetenschappen: rechten, bestuurskunde, economie, politicologie, sociologie, communicatiewetenschap, geschiedenis, enz. Deze instellingen worden beschouwd als sommige van de meest selectieve in Frankrijk, en een groot deel van de politieke, ambtelijke en zakelijke top van Frankrijk volgt hier hun opleiding.
Deze instellingen zijn beter bekend onder de naam "Sciences Po", gevolgd door de naam van de stad waar ze gevestigd zijn (bijvoorbeeld Sciences Po Bordeaux). De bijnaam Sciences Po zonder plaatsaanduiding verwijst naar het Sciences Po Paris. Het instituut in Parijs wordt gewoon Sciences Po genoemd omdat het de instelling is waarnaar alle andere IEP's in Frankrijk zijn gemodelleerd. De aanpak en de stijl van Sciences Po inspireerden vele universiteiten in Frankrijk maar ook in het buitenland. Het bekendste voorbeeld is die van de London School of Economics, opgericht volgens het model van de Ecole Libre des Sciences Politiques, nu Sciences Po Paris.

## Geschiedenis
De onderwijsinstellingen zijn in 1945 door de Franse overheid opgezet. De eerste vestiging was in Parijs, direct gevolgd door Straatsburg. In 1948 opende een opleiding in Lyon. De laatste locatie werd in 2014 geopend, in Saint-Germain-en-Laye.
Volgens een decreet van 18 december 1989 hebben deze onderwijsinstellingen tot taak om: 
1. bij te dragen tot de opleiding van topambtenaren en leidinggevend personeel in de openbare, semi-openbare en particuliere sector, met name bij de staat en het regionaal en gedecentraliseerd bestuur,
2. bij te dragen aan onderzoek in de politieke en administratieve wetenschappen.

Pogingen van de regionale vestigingen in de jaren 90 om de toelating van nieuwe studenten centraal te regelen, mislukten. Een centraal toelatingsexamen zou tot een toename van goede studenten bij de regionale instituten moeten leiden, maar er werd juist ook voor gevreesd dat ze vooral de kandidaten zouden krijgen die in Parijs geen kans kregen. In 2007 werd een nieuwe poging ondernomen en dat leidde in 2008 tot de eerste gezamenlijke toelatingsprocedure voor zes regionale instituten; Parijs, Bordeaux en Grenoble weigerden deel te nemen. In 2014 voegde Saint-Germain-en-Laye zich bij de procedure. Desondanks blijft de vestiging in Parijs het populairst, en kiezen veel kandidaten die voor een van de regionale vestigingen zijn geselecteerd, alsnog voor de opleiding in Parijs.